# Äbdibaqyt Maqulbajew
Äbdibaqyt Tilläbajuly Maqulbajew (kasachisch Әбдібақыт Тілләбайұлы Мақұлбаев, russisch Абдибакыт Тиллабаевич Макулбаев Abdibakyt Tillabajewitsch Makulbajew; * 26. September 1961 in Schanabasar, Kasachische SSR) ist ein kasachischer Politiker.

## Leben
Äbdibaqyt Maqulbajew wurde 1961 im Dorf Schanabasar (heute Schangabasar) geboren. Er erlangte 1983 einen Hochschulabschluss in Agrarwissenschaften an der Timirjasew-Akademie für Landwirtschaft in Moskau.
Er begann seine berufliche Laufbahn in den Parteigremien der kommunistischen Partei. Seit 1985 war er stellvertretender Sekretär des Komsomol, der Jugendorganisation der KPdSU, in einem staatlichen Agrarbetrieb in der Oblast Tschimkent. Von 1986 bis 1989 war er erster Sekretär des Bezirkskomitees der Jungen Kommunistischen Liga Kasachstans des Bezirks Lenin (heute Qasyghurt) und zwischen 1989 und 1992 war er zweiter Sekretär des Regionalkomitees der Jungen Kommunistischen Liga Kasachstans in Schymkent. Nach der Unabhängigkeit Kasachstans von der Sowjetunion arbeitete Maqulbajew zunächst in der Regionalverwaltung, unter anderem als stellvertretender Leiter der regionalen Abteilung für Landwirtschaft. Zwischen 1992 und 1994 war er als Vizepräsident der Abteilung Management und Marketing des Handelskonzerns Scharua tätig, bevor er anschließend erneut Leiter der regionalen Abteilung für Landwirtschaft wurde. In Jahren 1995 bis 1998 war er Äkim des Bezirks Qasyghurt im Gebiet Südkasachstan. Danach leitete er das Unternehmen JuKNIISCh in Schymkent und von 2002 bis 2004 bekleidete er die Position des Äkim des Bezirks Saryaghasch. In den folgenden Jahren arbeitete er für die Regionalverwaltung, wo er in der Abteilung für Migration tätig war. Zwischen 2012 und 2014 war er zum zweiten Mal Äkim des Bezirks Saryaghasch.
Seit dem 17. Februar 2014 war er Äkim (Bürgermeister) der Stadt Kentau. Am 14. Januar 2019 wurde er von diesem Posten entlassen.